# Wandsbek (Schiff, 1892)

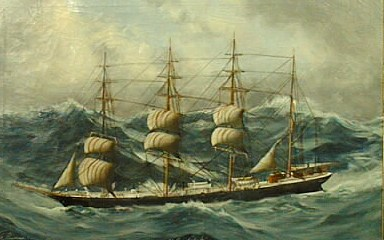
Die Wandsbek kurz nach 1900 (Gemälde von T.G. Purvis)

Die Wandsbek war eine stählerne Viermastbark, die zunächst unter britischer Ancyra, ab 1900 unter deutscher Flagge fuhr und 1923 in einem schweren Sturm im Golf von Kalifornien zerstört wurde.

## Bau und technische Daten
Das Schiff lief im Juli 1892 mit der Baunummer 303 und dem Namen Ancyra auf der Werft von Russell & Co. in Greenock (Schottland) für die Reederei G.T Soley & Co. in Liverpool vom Stapel. Es war 85,07 m lang und 12,74 m breit, hatte 7,38 m Tiefgang und war mit 2333 BRT und 2198 NRT vermessen.

## Schicksal

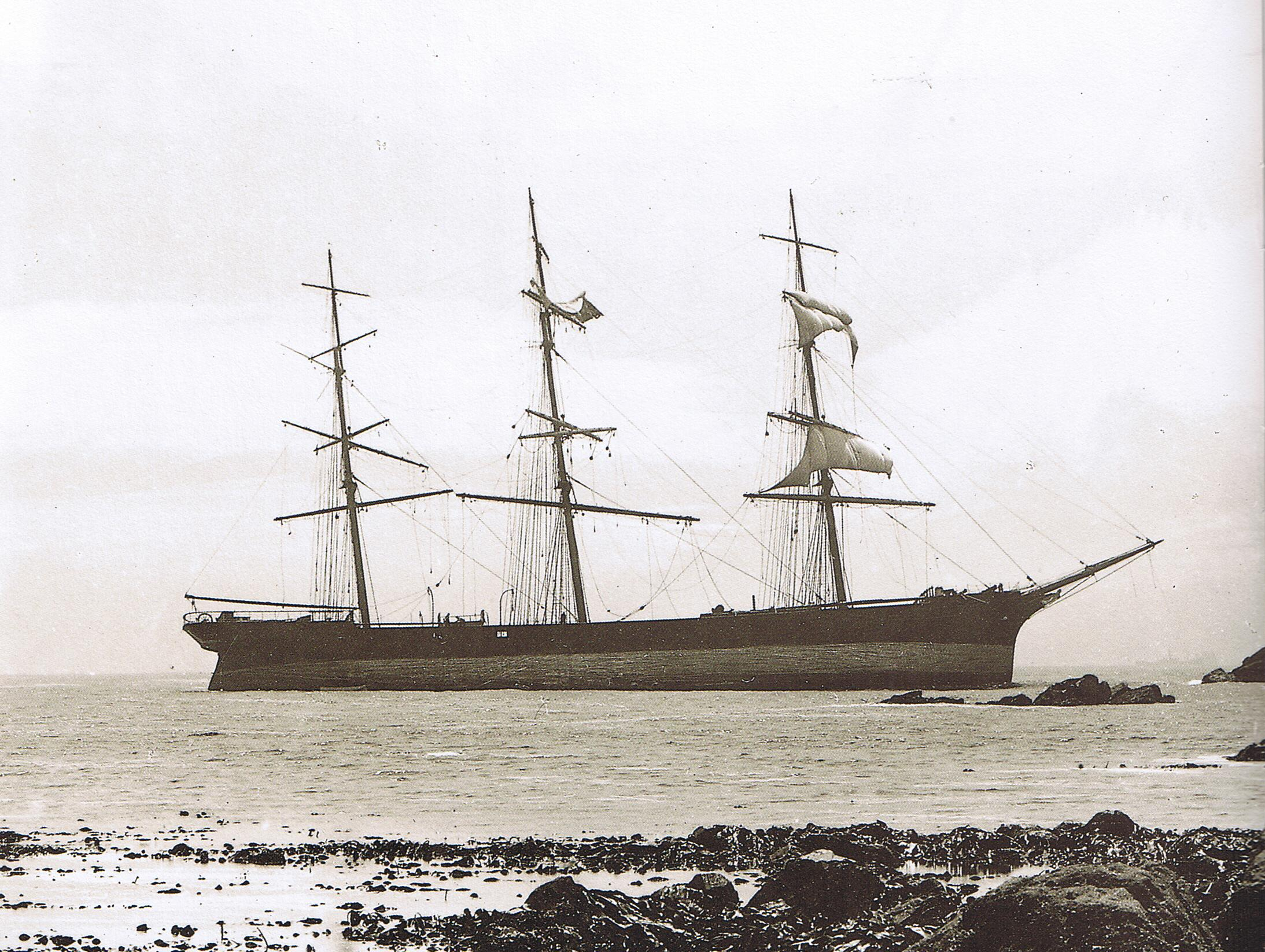
Die Wandsbek (1885) auf Grund beim Lizard Point, Mai 1900

Die Ancyra, Off. no. 99417, fuhr auf der Indien-Route.
Am 22. September 1900 wurde sie von der Hamburger Reederei Knöhr & Burchard gekauft und in Wandsbek mit dem Flaggen-Signal (RLTH), umbenannt. Sie ersetzte damit das Dreimastvollschiff  Wandsbek, das am 26. Mai 1900 unweit von Lizard Point auf die Felsenküste getrieben wurde und aufgegeben werden musste.
Für ihre neuen Besitzer segelte die Wandsbek als Massengutfrachter unter den Kapitänen J.B. Tadsen, H. Koenke und W. Burmeister und anderen nach Philadelphia, Kōbe (Japan), Santa Rosalía (Mexiko),  Portland und den chilenischen Salpeter-Häfen Pisagua und Mejillones.
Beim Ausbruch des Ersten Weltkriegs im August 1914 befand sich die Wandsbek im mexikanischen Santa Rosalía im Golf von Kalifornien, wo sie Koks für die dortige Kupferhütte der französischen Compagnie du Boléo angeliefert hatte und Kupfererz laden sollte. Das Schiff wurde, zusammen mit elf weiteren deutschen Großseglern, von der mexikanischen Regierung in Santa Rosalía interniert und blieb dort mit den anderen Schiffen bis 1921 aufgelegt.
Da das Deutsche Reich nach dem Versailler Vertrag den größten Teil seiner Handelsflotte abgeben musste, wurden die Schiffe, aufgrund jahrelang vernachlässigter Wartung in sehr schlechtem Zustand, schließlich, als Kriegsbeute konfisziert, im Jahre 1921 für eine Gesamtsumme von nur 350.000 US-Dollar an die US-amerikanische Holz- und Papierfirma Robert Dollar & Co. aus San Francisco bzw. deren Tochterfirma Dollar Steamship Co. verkauft. Da es jedoch schwierig war, erfahrene Offiziere und Besatzungen zu finden, blieb die Wandsbek zunächst weiterhin in Santa Rosalía vor Anker. Dort auf Position 27° 19′ 58,8″ N, 112° 15′ 36″ W wurde sie am 15. Oktober 1923 durch einen schweren Sturm zerstört.